# Летище Белчин
Летище Белчин (на английски: Belchin Airport) е малко частно летище в България, разположено на 15 km западно от Самоков в землището на село Белчин и на 50 km южно от София.